# Zabrzezie (obwód miński)
Zabrzezie (biał. Забрэззе, Zabrezzie; ros. Забрезье, Zabriezje) – wieś na Białorusi, w obwodzie mińskim, w rejonie wołożyńskim, w sielsowiecie Horodźki (Гародзькаўскі сельсавет).
Siedziba parafii prawosławnej (pw. Zwiastowania Najświętszej Bogurodzicy) i rzymskokatolickiej (pw. Najświętszej Trójcy).

## Historia
Za II Rzeczypospolitej w woj. nowogródzkim, w powiecie wołożyńskim. Siedziba gminy Zabrzeź. W 1921 roku miejscowość liczyła zaledwie 306 mieszkańców. Po wojnie wieś weszła w struktury administracyjne Związku Radzieckiego.

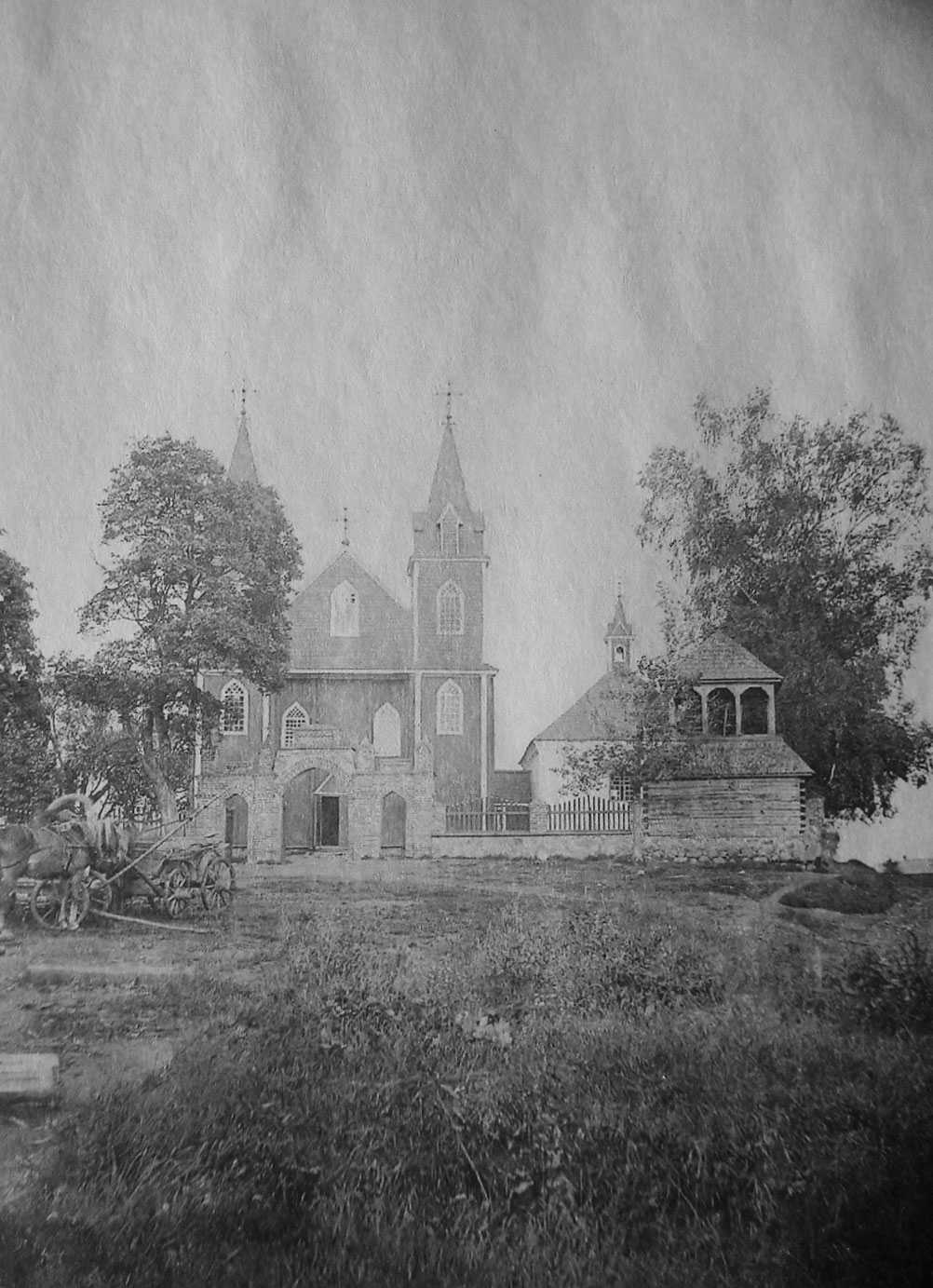
Kościół Najświętszej Trójcy z 1695 r. (obecnie nie istnieje)
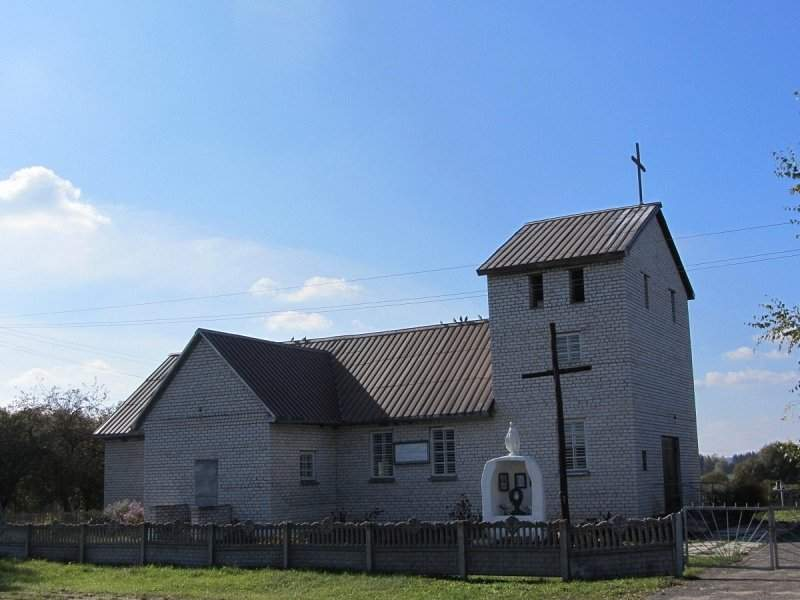
Kościół Najświętszej Trójcy z 2000 r.